# Jolanta Ramonienė
Jolanta Ramonienė  ist eine litauische Politikerin, Vizeministerin.

## Leben
Ab Januar 2009 arbeitete Jolanta Ramonienė am Sozialministerium Litauens. Ab Mai 2009 war sie Vizeministerin am Sozialministerium Litauens. Sie arbeitete als Gehilfe-Sekretärin des Seimas-Rimantas Dagys, danach als Ministerberaterin und später als Stellvertreterin von Donatas Jankauskas im Kabinett Kubilius II. Sie war für den Arbeitsbereich Familie, Schutz der Kinderrechte, Jugendangelegenheiten, soziale Entwicklung der Gemeinschaften,  soziale Dienstleistungen, Minderung der Armut und der sozialen Ausgrenzung Jolanta Ramonienė leitet als Direktorin VšĮ Šeimos institutas.
Jolanta Ramonienė ist verheiratet und hat  Kinder. Ihr Mann Algimantas Ramonas ist Ratsmitglied von Nacionalinė šeimų ir tėvų asociacija (NŠTA).